# Hypoptopoma thoracatum
Hypoptopoma thoracatum (Гипоптопома сіра) — вид риб з роду Hypoptopoma родини Лорікарієві ряду сомоподібні. Інша назва «пласкоголовий карлик-сисунець».

## Опис
Загальна довжина сягає 8 см. Голова подовжена, сильно витягнута. Морда загострена. Очі доволі великі, розташовані з боків голови. Рот нижній, з присоском. Тулуб витягнутий, торпедоподібний. Скелет складає 27 хребців. Спинний плавець доволі великий, високий, з 1 жорстким променем. Грудні плавці довгі й помірно широкі. Черевні плавці дещо поступаються останнім. Хвостовий плавець усічений з великою виїмкою.
Голова зеленувато-сіра, кісткові пластинки мають блискучу облямівку. Очі коричневі. Спина і боки коричневого кольору з маленькими білуватими цяточками. Черево кремове. Уздовж променів хвостового плавця проходить чорна пляма.

## Спосіб життя
Є демерсальною рибою. Зустрічається в каламутних річках з піщаним дном. Утворює невеличкі скупчення. Доволі лякливий сом. Вдень ховається серед рослин і корчів. Активний вдень. Живиться водоростями.

## Розповсюдження
Мешкає у басейні річки Амазонка.